# ميلتون وينانتس
ميلتون وينانتس (بالإسبانية: Milton Wynants)‏ مواليد 29 مارس 1972 في الأوروغواي، هو دراج أوروغوياني. شارك في دورة الألعاب الأولمبية الصيفية وفاز بميدالية أولمبية.

## الميداليات
| الميدالية | المسابقة                       |
| --------- | ------------------------------ |
| فضية      | الألعاب الأولمبية الصيفية 2000 |

## روابط خارجية
- ميلتون وينانتس على موقع أرشيف الدراجات (الإنجليزية)
- ميلتون وينانتس على موقع إحصائيات الدراجات الإحترافية (الإنجليزية)
- ميلتون وينانتس على موقع أوليمبيديا (الإنجليزية)